# Grande Aiguille
Grande Aiguille är en bergstopp i Schweiz.   Den ligger i distriktet Entremont och kantonen Valais, i den södra delen av landet, 110 km söder om huvudstaden Bern. Toppen på Grande Aiguille är 3 682 meter över havet, eller 272 meter över den omgivande terrängen. Bredden vid basen är 4,4 km.
Terrängen runt Grande Aiguille är huvudsakligen mycket bergig. Närmaste större samhälle är Bagnes, 15,2 km norr om Grande Aiguille. 
Trakten runt Grande Aiguille består i huvudsak av gräsmarker. Runt Grande Aiguille är det ganska glesbefolkat, med 34 invånare per kvadratkilometer.